# Гомерн
Гомерн (њем. Gommern) град је у њемачкој савезној држави Саксонија-Анхалт. Једно је од 8 општинских средишта округа Јериховер Ланд. Према процјени из 2010. у граду је живјело 11.423 становника. Посједује регионалну шифру (AGS) 15086055.

## Географски и демографски подаци
Гомерн се налази у савезној држави Саксонија-Анхалт у округу Јериховер Ланд. Град се налази на надморској висини од 54 метра. Површина општине износи 160,0 km². У самом граду је, према процјени из 2010. године, живјело 11.423 становника. Просјечна густина становништва износи 71 становника/km².

## Међународна сарадња
| Мјесто | Држава    | Врста сарадње | Од    |
| ------ | --------- | ------------- | ----- |
|        | Француска | партнерство   | 1996. |
| Извор  |           |               |       |